# Bagofit
Bagofit est un village du Cameroun situé dans la région de l’Est, le département du Haut-Nyong et l'arrondissement (commune) d'Abong-Mbang.

## Tourisme
Bagofit Sun City est un complexe touristique situé dans la ville au cœur de la forêt équatoriale en Afrique. Avec une altitude de 700 mètres, cet établissement offre une vue panoramique sur la nature environnante. Outre les activités de tourisme et de loisirs habituelles, Bagofit Sun City propose également des activités sportives et agropastorales. Le complexe se distingue par son charme et son environnement naturel préservé, offrant ainsi un lieu de détente et de plaisir pour les visiteurs.
Auparavant, la terre où est situé Bagofit Sun city était exploitée par une compagnie forestière française qui opérait dans la région dans les années 1935. Joseph Lé, homme politique au Cameroun et promoteur du complexe, a décidé de reprendre les terres de ses grands-parents et d'investir dans le développement du complexe touristique. 
Aujourd'hui, près de 100 familles de différentes régions du pays travaillent ensemble à Bagofit Sun City, contribuant ainsi à l'économie et au tourisme de la région de l'Est. 
Le complexe touristique de Bagofit Sun City contribue également à la croissance de l'industrie de l'écotourisme au Cameroun.

## Population
En 1966-1967, Bagofit comptait 180 habitants, principalement des Maka Bebend, un sous-groupe des Maka. Lors du recensement de 2005, on y dénombrait 223 habitants.